# Djolu
Djolu är ett territorium i Kongo-Kinshasa. Det ligger i provinsen Tshuapa, i den centrala delen av landet, 1 000 km nordost om huvudstaden Kinshasa.